# Kinosternon durangoense
Kinosternon durangoense là một loài rùa trong họ Kinosternidae. Loài này được Iverson mô tả khoa học đầu tiên năm 1979.